# Alpheus paracrinitus
Alpheus paracrinitus är en kräftdjursart som beskrevs av Edward John Miers 1881.
Alpheus paracrinitus ingår i släktet Alpheus och familjen Alpheidae. Inga underarter finns listade i Catalogue of Life.